# Umoare apoasă
Umoarea apoasă este un lichid incolor și limpede care ocupă spațiul dintre cornee și cristalin. Umoarea apoasă este produsă de către corpul ciliar în camera posterioară și ajunge în camera anterioară prin pupilă. Părăsește globul ocular prin filtrul trabecular, respectiv canalul Schlemm. Ea are o compoziție chimică asemănătoare lichidului cefalorahidian și este drenată permanent de venele scleroticii.
Indicele de refracție este 1,336 contribuind la valoarea totală a dioptrului ocular.